# Zygoascus meyerae
Zygoascus meyerae är en svampart som beskrevs av M.T. Sm. & V. Robert 2005. Zygoascus meyerae ingår i släktet Zygoascus och familjen Trichomonascaceae.   Inga underarter finns listade i Catalogue of Life.